# 델타 포스 (2025년 비디오 게임)
델타 포스(Delta Force, 이전 명칭: 델타 포스: 호크 옵스)는 부분 유료화 1인칭 전술 슈팅 게임 비디오 게임으로, TiMi 스튜디오 그룹과 가레나가 윈도우 PC, IOS 및 안드로이드 기기용으로 개발 및 배급했으며, 가까운 미래에 가정용 콘솔로 출시할 계획이다. 이 게임은 이전에 노바 로직이 개발 및 배급했던 컴퓨터 FPS 델타 포스 시리즈의 일부이다. 또한 이 그룹은 콜 오브 듀티: 모바일을 개발한 것으로 알려진 개발 부서 TiMi-J3 아래에서 게임을 개발한다.
원래는 단순히 델타 포스라는 제목이었고, 이후 델타 포스: 호크 옵스로 변경되었다가 2024년 8월 20일에 게임 제목이 다시 델타 포스로 되돌려졌다. 이 게임은 2025년 4월 21일에 모바일 및 PC를 통해 공식적으로 출시되었다.

## 게임 플레이
플레이어는 현대의 장소를 배경으로 한 미상의 분쟁에서 고유한 능력을 가진 군사 작전 요원의 역할을 맡는다. 전차와 헬리콥터 같은 군용 차량을 조종할 수 있으며, 무기와 캐릭터를 사용자 정의할 수 있다.
멀티플레이어는 선택적 마이크로트랜잭션과 함께 부분 유료화이며, 개발자는 외형 아이템에 대한 별도의 게임 화폐를 사용하여 페이 투 윈 요소를 지양하기로 결정했다. 팀이 게임에서 승리하기 위해 티켓을 할당받는 워페어 모드 외에도, 이 게임은 해저드 작전으로 알려진 추출 모드도 제공한다. 플레이어 진행 상황은 일부 제한 사항과 함께 다른 플랫폼 간에 대부분 공유된다.

### 줄거리
이 게임은 2035년을 배경으로 하며, 하크(Haavk)라는 대규모 기업이 아사라(Ahsarah)라는 가상의 북아프리카 지역을 점령하려 한다. 이전 델타 포스 요원을 포함하는 국제 준군사 단체인 글로벌 위협 이니셔티브(GTI)는 하크의 계획을 저지하려 한다.

## 개발 및 출시

### 블랙 호크 다운 캠페인
리들리 스콧의 블랙 호크 다운 (2001) 및 델타 포스: 블랙 호크 다운 영화에서 영감을 받은 이 게임은 1993년 소말리아 분쟁에 참여하는 미군을 중심으로 한 싱글 플레이어 및 협동 모드를 제공하며, 스콧의 영상을 사용할 권한이 있고 영화를 밀접하게 기반으로 한다. 캠페인의 기술 데모는 언리얼 엔진 5로 렌더링된 레벨을 특징으로 하며, 모가디슈 전투로 이어진 기습의 장소를 포함한다. 완전한 캠페인은 이전에 TiMi가 개발한 게임에서는 볼 수 없었다.

### 출시
델타 포스의 PC 오픈 베타는 2024년 12월 5일에 출시되었다. IOS 및 안드로이드용 델타 포스는 2025년 4월 21일에 출시되었다.
이 게임은 텐센트가 소유하고 개발한 커널 수준의 안티 치트 시스템인 Anti-Cheat Expert (ACE)를 사용한다. ACE는 부정 행위를 방지하기 위한 것이지만, 소프트웨어에 사용자의 시스템에 대한 최고 수준의 제어를 부여하는 커널 수준 액세스로 인해 우려를 제기했다. 비평가들은 이것이 보안 취약성과 데이터 오용 위험을 증가시킨다고 주장한다. 이러한 우려는 ACE의 모회사인 텐센트가 미 국방부에 의해 중국 군사 회사로 지정되었다는 사실로 인해 더욱 고조된다.

## 평가
리뷰 애그리게이터 웹사이트인 메타크리틱에 따르면 델타 포스는 비평가들로부터 "혼합 또는 평균"적인 평가를 받았다.
IGN의 저스틴 코레이스(Justin Koreis)는 이 게임이 유능하다고 느끼며, 델타 포스가 "둘 중 어느 하나가 뛰어나지는 않지만, 괜찮은 대규모 PvP 슈팅 게임이자 쓸만한 추출 슈팅 게임"이라고 썼다. 유로게이머의 릭 레인(Rick Lane)도 워페어와 작전을 칭찬하며 "세심하게 디자인되었고 부정할 수 없이 재미있다"고 묘사했지만, 이 게임이 혁신적이지 않고 디자인이 너무 보수적이라는 점을 아쉬워했다. 그러나 그는 블랙 호크 다운 캠페인을 강하게 비판하며 "끔찍하다"고 말했고, 캠페인을 혼자 플레이하는 것이 거의 불가능하다고 덧붙였다.

## 참고
1. ↑  동남아시아(중화민국 포함), 라틴아메리카, MENA 지역 배급